# ŽNK Katarina Zrinski Čakovec
ŽNK Katarina Zrinski, ženski je nogometni klub iz Čakovca.

## Povijest
Ženski nogometni klub Katarina Zrinski osnovan je 2012. godine.
Trenutačno se natječe u 1. hrvatskoj nogometnoj ligi za žene.

## Vanjske poveznice
- ŽNK Katarina Zrinski  Arhivirana inačica izvorne stranice od 6. svibnja 2017. (Wayback Machine)